# Вишневецкие
Вишневе́цкие (Корибут-Вишневецкие) — угасший литовский княжеский род герба Корибут, одного происхождения с угасшим родом князей Збаражских, князьями Воронецкими и Несвицкими, владевшими одноимённым удельным княжеством.

## Происхождение и история рода
Писались также князьями Корибут-Вишневецкими по предполагаемому происхождению Несвицких от Корибута-Димитрия, сына великого князя литовского Ольгерда.
Вплоть до XIX века эти семьи считались потомками Корибута Ольгердовича В настоящее время нет единого мнения о том, достоверна ли эта генеалогическая легенда, но всё же большинство исследователей считает, что первый известный предок этих семей — князь Федько Несвицкий и сын Корибута Ольгердовича — Фёдор Корибутович, попеременно упоминаемые в документах и летописях (1422-1435) — одно и то же лицо.
Внуки Федько Несвицкого, от его 2-го сына Василия Фёдоровича — Василий, Семён и Солтан, после смерти отца († 1463) разделили наследство и при этом старшему Василию, достался Збараж. Его старший сын Михаил Васильевич, стал родоначальником князей Вишневецких. От сыновей Михаила, Ивана и Александра, рождённых в разных браках, произошли две линии князей Вишневецких, из которых вторая пресеклась на польском короле (1669-1673) Михаиле († 1673), а первая — на князе Михаиле Сервации, великого литовского гетмана и воеводы Виленского († 1744).
Князь Иван Александрович Вишневецкий — московский дворянин (1627). Николай Казимир Шемет, служивший у Вишневецких, составил их первую родословную (1644).

## Имения
По родословному сказанию, брат Василия — Солтан, основал замок Вишневец (ныне усадьба в Вишневеце — посёлке городского типа в Тернопольской области Украины). Здесь до сих пор сохранилась православная церковь, построенная Вишневецкими до перехода в католицизм. Кроме этого местечка и многих других имений на Волыни, Литве и в Киевской области, князьям Вишневецким принадлежали ещё обширные земли на левой стороне Днепра с Пирятином, Лубнами и Ромнами. Михаил Грушевский писал, что эта латифундия Вишневецких (т. н. Вишневетчина) была самой большой «не только на Украине и в Польше, но, возможно, и во всей Европе». По инициативе князя Иеремии Вишневецкого получили Магдебургское право и городской статус Пирятин, Полтава и Лубны. Эти владения польский учёный Александр Яблоновский считает даже не латифундией, а отдельной Заднепровской державой.

## Старшая линия
- Михаил Васильевич Вишневецкий († 1517) — 1-й князь Вишневецкий (1474—1517), наместник брацлавский (1500—1507), старший сын князя Василия Васильевича Збаражского († 1474). Дети: Иван († 1542); Фёдор († 1533); Фёдор († 1549); Александр († 1555).
- Иван Михайлович Вишневецкий († 1542) — державец эйшишкеский, варняйский, черкасский и пропойский, старший сын князя Михаила Васильевича, 1-я жена Анастасия Семёновна Олизарович, 2-я Магдалена Деспотовна Бранкович. Дети: Михаил (Зигмунт) († 1552), Дмитрий «Байда» (†1563), Андрей († 1584); Константин (†1574); Екатерина († ок. 1580), жена великого гетмана литовского Григория Александровича Ходкевича; Александра († после 1569), жена Ивана Шимковича.
- Федор Михайлович Вишневецкий († 1533) — державец черкасский и пропойский, 2-й сын князя Михаила Васильевича. 1-я жена дочь молдавского господаря Стефана Великого, 2-я княжна Анастасия Васильевна Жилинская.
- Федор Михайлович Вишневецкий († 1549) — державец степанский, 3-й сын князя Михаила Васильевича, 1-я жена княжна Богдана Юрьевна Гольшанская-Дубровицкая, 2-я жена княжна Мария Путятич-Друцкая.
- Александр Михайлович Вишневецкий († 1555) — наместник речицкий (1532—1555), младший сын князя Михаила Васильевича. Женат на Екатерине Скорутянке. Дети: Михаил († 1584); Максим († 1565); Александр (1543—1577); Стефания († 1558), жена Лукаша Куренецкого.
- Димитрий Иванович Вишневецкий, — знаменитый воин, любимый вождь запорожских казаков, воспетый в народных украинских песнях под именем Байды, прославился, как гроза татар, на службе у Ивана Грозного (1557—1563), владел городком Белёвом. После избрания валашским господарем предан казни в Константинополе († 1564), холост.
- Андрей Иванович Вишневецкий († 1584) — староста любецкий и лоевский (1580—1584), каштелян волынский (1568—1572), воевода брацлавский (1572—1576), волынский (1576—1584), 2-й сын князя Ивана Михайловича.
- Константин Иванович Вишневецкий († 1574), дворянин королевский (1570), староста житомирский (1571—1574), присягая (1569) на унию Литвы с Польшей, от имени всех волынских магнатов просил короля не принуждать их к другой вере.
- Константин Константинович (1564—1641) — воевода чермнорусский, староста кременецкий, по убеждению иезуитов перешёл (1595) в католичество, оказал помощь Лжедмитрию I, познакомил его с своим свояком Юрием Мнишеком и, собрав вольницу, последовал за ним в Россию.
- Януш Константинович Вишневецкий (1598—1636) — староста кременецкий (1627—1636), великий конюший коронный (1633—1636), старший сын воеводы бельского и русского князя Константина Константиновича. Женат (с 1627) на Екатерине Евгении Тишкевич. Дети: Дмитрий-Ежи (1631—1682), великий гетман коронный и каштелян краковский; Константин-Криштоф (1633—1686), воевода подольский, брацлавский и бельский.
- Ежи (Юрий) Константинович Вишневецкий († 1641) — староста каменецкий (1637—1641), 2-й сын воеводы бельского и русского князя Константина Константиновича. Женат на Евфросинии Тарновской († 1645). Дети: Констанция († 1669), жена староста луцкого Самуэля Лещинского (1637—1676).
- Александр Константинович Вишневецкий († 1639) — староста черкасский (1638—1639), королевский ротмистр, младший сын князя, воеводы бельского и русского князя Константина Константиновича.
- Дмитрий-Юрий (1631—1682), великий гетман коронный и каштелян краковский, возглавлял оппозицию королю Яну Собескому, а в Хотинской баталии командовал центром. Его младший брат Константин Кшиштоф (1633—1686) также принимал активное участие в польских войнах конца XVII века.
- Януш Антоний (1678—1741), каштелян краковский.
- Михаил Серваций (1680—1744), великий гетман литовский, — последние представители этой линии и всего рода князей Вишневецких, известен, как писатель в стихах и прозе.

По смерти Михаила Сервация и прекращения рода Вишневецких, имения их были разделены между его двумя дочерьми, которые были замужем за князем Огинским и графом Замойским. Единственная дочь Януша Антония, Франциска Урсула, — жена князя Михаила Казимира Радзивилла, одна из первых писательниц на польском языке.

## Младшая линия

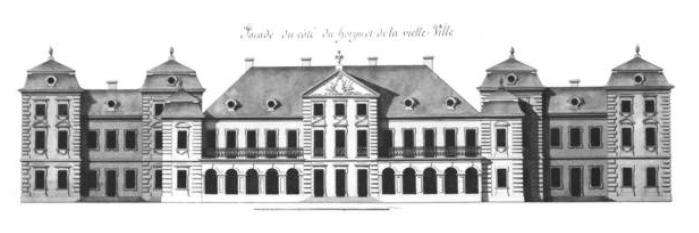
Дворец Вишневецких

- Александр Михайлович Вишневецкий († 1555) — наместник речицкий (1532—1555), младший сын князя Михаила Васильевича. Женат на Екатерине Скорутянке. Дети: Михаил Александрович Вишневецкий († 1584); Максим († 1565); Александр Александрович Вишневецкий (1543—1577); Стефана († 1558), жена Лукаша Куренецкого.
- Михаил Александрович Вишневецкий (1529—1584) — староста каневский и черкасский (1559—1580), любецкий и лоевский (1584), каштелян брацлавский (1580—1581), киевский (1581—1584), старший сын князя Александра Михайловича. Женат на Гальше Юрьевне Зенович. Дети: Александр Михайлович Вишневецкий († 1594), староста черкасский, каневский, корсуньский, любецкий и лоевский; Михаил Корибут Михайлович Вишневецкий († 1615), староста овруцкий; Юрий-Корибут († 1618), каштелян киевскийМарина († после 1629), жена стольника полоцкого князя Фёдора Григорьевича Друцкого-Горского; София († после 1613), жена воеводы брест-литовского Юрия Евстафия Тишкевича († 1631). В книге монаха Киево-Печерской Лавры Афанасия Калнофойского «Тератургима» (Киев, 1638) содержится эпитафии фундаторам Лавры, в том числе М. Вишневецкому: «Михаил Корибутовичь, князь Вишневецкий, оставивши здесь смертные останки, 1584 г., 16 окт., во втором часу ночи с понедельника на вторник, переселился в вечную жизнь. В сем мраморе ожидает воскресения из мертвых потомок князей Гедимина, Димитрия Корибута, польского короля Ягелла, Скиргайла и Свидригайла, сын Марии, княжны Шведской, муж отважный, благочестивый, друг справедливости, отец сирот и убогих, Михаил Корибутовичь князь Вишневецкий, каштелян Киевский, — Каневский, Черкасский, Любечский и проч. староста. Кто идет мимо, пусть скажет: Господи! Когда придешь судить, не погуби в то время/Княжеской души»[5].
- Александр Александрович Вишневецкий (1543—1577) — дворянин королевский (1570), младший сын князя Александра Михайловича († 1555). Женат на княгине Александре Андреевне Капусте. Дети: Адам Александрович Вишневецкий († 1622); Ева († ок. 1618), жена князя Петра Збаражского († ок. 1604).
- Александр Михайлович Вишневецкий († 1594) — староста черкасский и каневский (1580—1594), любецкий, корсуньский и лоевский (1584—1594), старший сын князя Михаила Александровича (†1584) и Гальши Юрьевны Зенович. Женат на Елене Еловицкой. Князь Александр Михайлович активно участвовал в освоении левобережных земель, ставших затем Заднепровской державой Вишневецких. Сейм Речи Посполитой утвердил (1590) за ним право на пустынные земли Посулья, на реке Суле. Александр Михайлович дал новую жизнь старинному городу Лубны (1589), восстановил города Корсунь (1584), Чигирин (1589), приобрел волость Мошны (1589), принял активное участие в подавлении казацко-крестьянского восстания под руководством запорожского гетмана Криштофа Косинского (1591—1593).
- Михаил Корибут Михайлович Вишневецкий († 1615) — староста овруцкий (1603—1615), 2-й сын князя Михаила Александровича († 1584). Женат (с 1603) на Раине Могилянке, дочери молдавского господаря Иеремии Могилы. Дети: Иеремия-Михаил Корибут (1612—1651), воевода русский; Александр-Роман († 1629), Ежи Криштоф († 1629); Анна († ок. 1648), жена (с 1638) старосты любельского Збигнева Фирлея († 1649). Представитель королевской ветви князей Вишневецких, отец Иеремии-Михаила Вишневецкого и дед польского короля Михаила Корибута Вишневецкого. После смерти своего бездетного старшего брата Александра († 1594), Михаил Вишневецкий унаследовал его владения на Левобережной Украине. Староста овруцкий (1605 и 1607), принимал активное участие в магнатских походах в Молдавию, участвовал в польско-литовской интервенции в Русское государство (1609—1618), расширил свою резиденцию — Лубны, основал Густынский и Ладанский православные монастыри, активно поддерживал Лжедмитрия и разрешил использовать Лубны для сбора и вербовки войска для похода на Москву, значительно расширил свои заднепровские владения за счет Московского государства, отторгнув от него Путивль, Прилуки, Сенчу, Ромны и Лохвицу. Поддерживал Александра Могилу, брата своей жены, в его борьбе за молдавский господарский престол. Отравлен во время последнего молдавского похода († 1616).
- Юрий Корибут Михайлович Вишневецкий († 1618) — каштелян киевский (1609—1618), 3-й сын князя Михаила Александровича († 1584). Женат на Феодоре Чаплич. Дети: Гальша († до 1624).
- Князь Адам Александрович († 1622) — большой ревнитель православия, давший приют Григорию Отрепьеву, когда тот объявил себя царевичем Димитрием, князь поверил ему и представил князю Константину Константиновичу (см. выше).
- Иеремия-Михаил (1612—1651) — главнокомандующий польскими войсками во время восстания Хмельницкого, вёл боевые действия почти на одни собственные средства, так как волнения грозили утратой им огромных земельных владений на Левобережье. Сам католик, но родители его были православные, а мать его Раина Могилянка (урождённая молдавская княжна, двоюродная сестра киевского митрополита Петра Могилы), отличалась даже особенной приверженностью к православию.
- Михаил (1640—1673), последний из младшей линии рода, избран (1669) на польский престол, заключил с Россией Андрусовский мир, а с турками — мир Бучачский.